# Бендер, Пауль
Пауль Бендер или Пабло Бендер (нем. Paul Baender, исп. Pablo Baender; 30 ноября 1906, Катовице, Катовицкий повет — 18 декабря 1985, Берлин) — немецкий политический деятель, шахматист и шахматный функционер.

## Биография
Родился на территории Верхней Силезии в еврейской семье (отец занимался торговлей и владел магазином). С 1921 года жил в Гёрлице. С 1927 года работал продавцом в Warenhaus Görlitz. В том же году вступил в Коммунистическую партию Германии. С 1932 года руководил отделением партии в районе Бунцлау. С февраля по май 1933 года был инструктором Силезского районного управления полиции. После прихода к власти НСДАП переехал в Чехословакию.
В 1937 году уехал в Южную Америку. Проживал в Ла-Пасе. Был вице-президентом Комитета свободных немцев в Боливии. В составе сборной Боливии участвовал в шахматной олимпиаде 1939 года. На олимпиаде выступал на 2-й доске. Сыграл 16 партий, из которых 3 выиграл (в том числе у О. Нейкирха в группе и К. Унье Флёркена в финале В), 5 проиграл (в том числе Ф. Апшениеку, Дэн. Яновскому, А. Аусгейрссону и К. Унье Флёркену в группе) и 8 закончил вничью (в том числе с П. Михелем, Р. Флоресом, А. Громером и О. Нейкирхом в финале В). До декабря 1943 года работал на Radio Libertad в Ла-Пасе. В том же году стал соучредителем Демократической ассоциации немцев в Боливии.
В ноябре 1947 года вернулся в Германию. Жил в ГДР, занимал различные государственные и партийные должности. В 1950—1952 годы занимал должность статс-секретаря в правительстве ГДР (министерство торговли и снабжения) и был президентом Шахматной федерации ГДР (Deutschen Schachbunds). 15 декабря 1952 года был арестован по следам дела Сланского и провёл в заключении более трех лет. Отбывал наказание в старой Бранденбургской тюрьме. Вышел на свободу в 1956 году после доклада Н. С. Хрущёва на XX съезде КПСС.
После освобождения в 1956—1959 годах занимал должность главы администрации одного из районов в Айхвальде. В 1959—1960 годах занимал место руководителя муниципального оптового предприятия «Фрукты и овощи» в Восточном Берлине. В 1961—1967 годах был директором универмага на Александерплац. В 1967—1971 годах занимал должность научного сотрудника в министерстве торговли и снабжения. В 1971 году вышел на пенсию и продолжал жить в Берлине.